# Добрињ
Добрињ је насељено место и седиште општине у Приморско-горанској жупанији, на острву Крку, Република Хрватска.

## Историја
До територијалне реорганизације у Хрватској налазио се у саставу бивше велике општине Крк.

## Становништво
На попису становништва 2011. године, општина Добрињ је имала 2.078 становника, од чега у самом Добрињу 109.